# روبرت لوري
روبرت لوري (بالإنجليزية: Robert Lowery)‏ هو ممثل أمريكي، ولد في 17 أكتوبر 1913 في الولايات المتحدة، وتوفي في 26 ديسمبر 1971 بلوس أنجلوس في الولايات المتحدة بسبب نوبة قلبية.

## أعمال

### أفلام
- (1936) تعال وخذها
- (1938) فرقة ألكسندر لموسيقى الجاز
- (1938) كنتاكي
- (1940) علامة زورو
- (1942) صديقتي سالي[5]

## وصلات خارجية
- روبرت لوري على موقع IMDb (الإنجليزية)
- روبرت لوري على موقع ألو سيني (الفرنسية)
- روبرت لوري على موقع أول موفي (الإنجليزية)
- روبرت لوري على موقع قاعدة بيانات الأفلام السويدية (السويدية)
- روبرت لوري على موقع إن إن دي بي (الإنجليزية)
- روبرت لوري على موقع قاعدة بيانات الفيلم (الإنجليزية)
- روبرت لوري على موقع كينوبويسك (الروسية)